# ماكس مونتويا
ماكس مونتويا (بالإنجليزية: Max Montoya)‏ هو لاعب كرة قدم أمريكية أمريكي، ولد في 12 مايو 1956 في مونتيبيلو في الولايات المتحدة.

## وصلات خارجية
- ماكس مونتويا على موقع مرجع كرة القدم المحترفة.كوم (الإنجليزية)